# جيورجي ميزي
جيورجي ميزي (بالمجرية: Mizsei György)‏ (مواليد 30 نوفمبر 1971) هو ملاكم مجري، مثّل بلاده في الألعاب الأولمبية الصيفية في دورتي 1992 و1996.

## روابط خارجية
جيورجي ميزي على موقع بوكس ريك (الإنجليزية) (registration required)
- جيورجي ميزي على موقع أوليمبيديا (الإنجليزية)
- جيورجي ميزي على موقع اللجنة الأولمبية المجرية (الهنغارية)